# Товариський Труд
Товариський Труд — село в Україні, в Новопокровській селищній територіальній громаді Дніпровського району Дніпропетровської області. Населення — 50 мешканців.

## Географія
Село Товариський Труд знаходиться на березі висихної безіменної річечки, вище за течією примикає село Водяне, нижче за течією на відстані 1,5 км розташований смт Новопокровка.

## Населення

### Мова
Розподіл населення за рідною мовою за даними перепису 2001 року:
| Мова       | Відсоток |
| ---------- | -------- |
| українська | 91,7 %   |
| російська  | 8,3 %    |

## Інтернет-посилання
- Погода в селі Товариський Труд

1. ↑  Рідні мови в об'єднаних територіальних громадах України — Український центр суспільних даних